# Ernst & Young
Ernst & Young (tên đầy đủ: Ernst & Young Global Limited, hoặc gọi tắt là EY) là một hãng dịch vụ kiểm toán chuyên nghiệp đa quốc gia có trụ sở tại Luân Đôn, Vương quốc Anh. EY được xếp vào nhóm Big4, một trong bốn hãng dịch vụ kiểm toán chuyên nghiệp hàng đầu lớn nhất trên thế giới - cùng với Deloitte, KPMG và PwC.
EY gần đây đã chuyển trọng tâm kinh doanh của mình sang lĩnh vực tư vấn. Cụ thể, EY đã nâng cao sự hiện diện của mình trong tư vấn chiến lược và tham gia cạnh tranh trực tiếp với các hãng truyền thống trong lĩnh vực này là các hãng "Big Three", cụ thể là Bain, McKinsey và BCG. Thông qua một loạt các hoạt động mua lại và chuyển trọng tâm thị trường, EY đã dần mở rộng thị phần của mình trong các lĩnh vực bao gồm tư vấn vận hành, tư vấn chiến lược, tư vấn nhân sự, tư vấn tài chính & tư vấn công nghệ.
EY hoạt động dưới mô hình mạng lưới các công ty thành viên, với mỗi công ty thành viên là một pháp nhân riêng biệt ở từng quốc gia. Hiện này, EY có 270.000 nhân viên tại hơn 700 văn phòng trên 150 quốc gia trên thế giới, cung cấp dịch vụ bảo đảm (bao gồm kiểm toán tài chính), thuế và tư vấn.
Sự hiện diện của EY đã có từ năm 1849 với việc thành lập của công ty Harding & Pullein tại Anh. EY hiện tại được thành lập bởi sự sáp nhập của Ernst & Whinney và Arthur Young & Co. vào năm 1989. Trước đây, EY được biết đến với cái tên Ernst & Young cho đến năm 2013 khi hãng quyết định chuyển đổi thương hiệu thành EY. Chữ viết tắt "EY" đã là một tên không chính thức cho hãng trước khi áp dụng chính thức.
Năm 2018, Tạp chí Fortune đã xếp hạng EY đứng thứ 52 trong danh sách 100 công ty tốt nhất để làm việc. Tính đến năm 2017, EY là tổ chức tư nhân lớn thứ 7 tại Hoa Kỳ.

## Lịch sử

### Hình thành
EY là kết quả của các chuỗi sáp nhập các tổ chức tiền thân. Tổ chức tiền thân lâu đời nhất được thành lập vào năm 1849 ở Anh với tên Harding & Pullein. Vào năm đó, Frederick Whinney gia nhập công ty. Ông trở thành nhân sự cấp cao vào năm 1859, công ty sau đó được đổi tên thành Whinney Smith & Whinney vào năm 1894.
Năm 1903, công ty Ernst & Ernst được thành lập ở Cleveland bởi Alwin C.Ernst và em trai Theodore và trong năm 1906, Arthur Young & Co. được thành lập bởi Arthur Young tại Chicago.
Vào năm 1979, Ernst & Ernst cùng Whinney Smith & Whinney tạo thành Ernst & Whinney, công ty kế toán lớn thứ 4 thế giới thời bấy giờ. Cùng vào năm đó, các văn phòng của Arthur Young tại Châu Âu sáp nhập với nhiều công ty lớn ở Châu Âu mà sau đó trở thành công ty thành viên của Arthur Young International.

### Sáp nhập
Vào năm 1989, công ty lớn thứ 4 Ernst & Whinney sáp nhập với công ty lớn thứ 5 là Arthur Young tạo nên Ernst & Young.
Tháng 10 năm 1997, EY thông báo kế hoạch sáp nhập với KPMG để tạo nên công ty cung cấp dịch vụ chuyên nghiệp lớn nhất thế giới nhưng kế hoạch này sau đó đã bị hủy bỏ vì ý kiến trái chiều từ nhân viên, chi phí lớn và nhiều nguyên nhân khác.

### Tại Việt Nam
Được thành lập vào năm 1992, EY Việt Nam trở thành hãng kiểm toán và tư vấn 100% vốn đầu tư trực tiếp nước ngoài đầu tiên được cấp phép hoạt động ở Việt Nam. Vào năm 2000, EY Việt Nam đã hỗ trợ thành công cổ phiếu đầu tiên được niêm yết trên sàn chứng khoán Việt Nam. Hiện EY Việt Nam có văn phòng tại Hà Nội và TP. Hồ Chí Minh với đội ngũ hơn 1400 nhân viên bản địa và chuyên gia nước ngoài.

## Dịch vụ
Dịch vụ Bảo đảm bao gồm Kiểm toán tài chính, Dịch vụ tư vấn kế toán tài chính và Dịch vụ kế toán điều tra (Forensic & Intergrity).
Dịch vụ Tư vấn Thuế bao gồm giá chuyển nhượng, thuế quốc tế, tuân thủ thuế trong kinh doanh, thuế nhân sự quốc tế, thương mại toàn cầu, thuế gián thu, tư vấn rủi ro và kế toán thuế, ứng dụng công nghệ trong thuế và chuyển đổi số, thuế giao dịch.
Dịch vụ Tư vấn bao gồm bốn loại dịch vụ như actuarial, tư vấn rủi ro và cung cấp dịch vụ bảo đảm liên quan đến CNTT, tư vấn quản trị rủi ro và cải thiện hiệu suất hoạt động.
Dịch vụ Tư vấn chiến lược và giao dịch  (Strategy & Transaction) bao gồm định giá doanh nghiệp, due diligence, tái cấu trúc doanh nghiệp, mua bán & sáp nhập (M&A),...